# Mosfellsbaer
Mosfellsbaer ou Mosfellsbær (em islandês;  PRONÚNCIA) é uma pequena cidade e município da Islândia, situada no oeste da Islândia, a 10 km a nordeste da capital, Reykjavík.                                                                                                                               A cidade tem 13 400 habitantes, enquanto que o município conta com uma população de 13 715 habitantes e uma área de 197 km² (2024).

Faz parte da Grande Reiquiavique, a qual é composta pelo próprio município de Reiquiavique e mais seis outros municípios em seu redor - Reiquiavique, Kópavogur, Hafnarfjördur, Gardabaer, Mosfellsbaer e Seltjarnarnes e Kjósarhreppur.

A Grande Reiquiavique.

O famoso escritor Halldor Laxness passou parte da sua infância em Mosfellsbær. Já Egill Skallagrímsson supostamente terá enterrado a sua prata nas proximidades de Mosfellsbær.

## Transportes
Mosfellsbaer é servida pela estrada de circunvalação Hringvegur (islandês: Þjóðvegur 1) que circunda toda a ilha, sempre próximo ao litoral e ligando todas as principais cidades do país. 

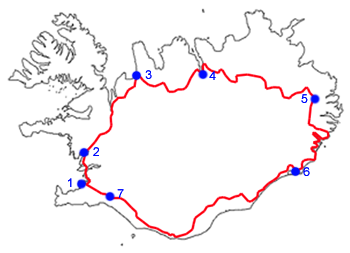
A estrada Hringvegur.

## Cidades-irmãs
- Skien, Noruega
- Uddevalla, Suécia
- Thisted, Dinamarca
- Loimaa, Finlândia

## Galeria

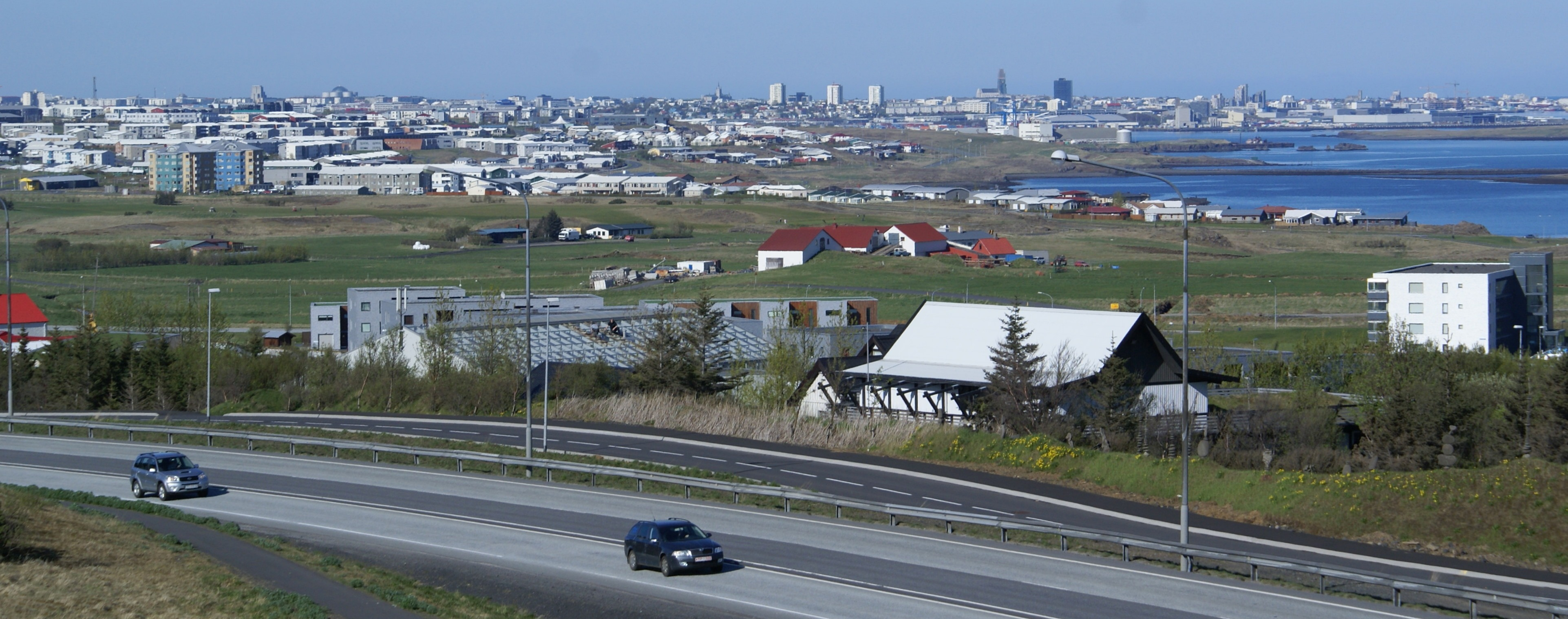
Vista de Mosfellsbær
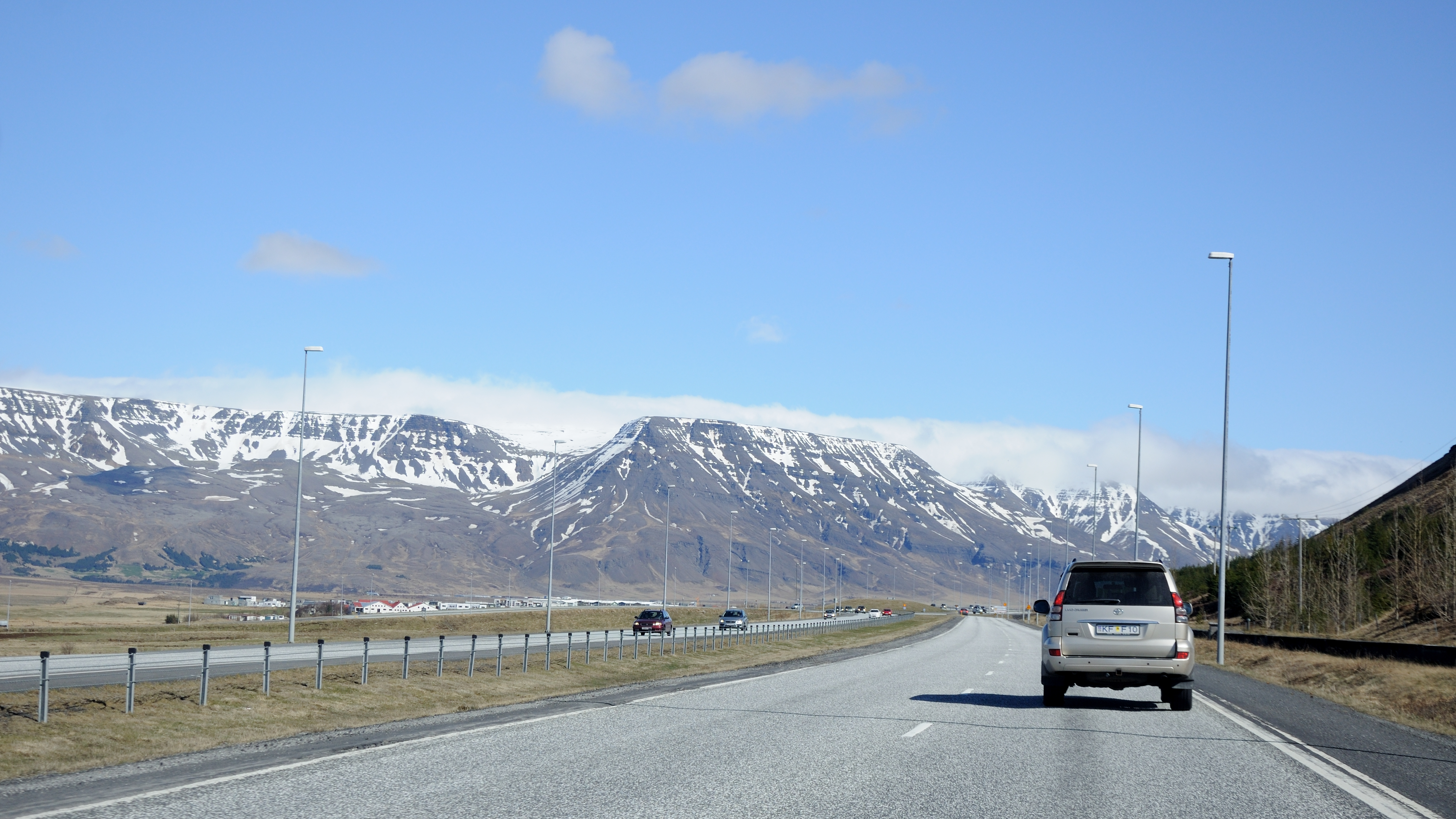
Na estrada Hringvegur
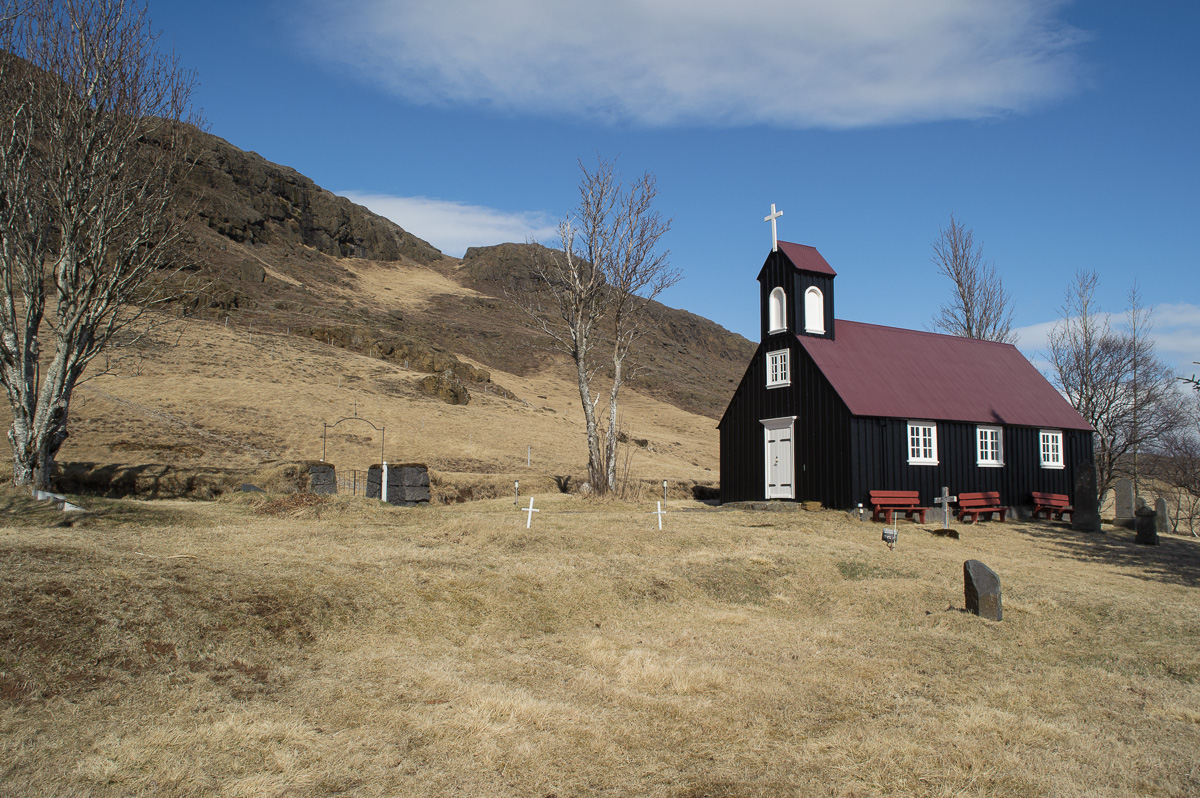
Igreja